# Saint-Geniez
Pour les articles homonymes, voir Saint-Geniez (homonymie).
Saint-Geniez, ou parfois Saint-Geniez-de-Dromon, est une commune française, située dans le département des Alpes-de-Haute-Provence en région Provence-Alpes-Côte d'Azur.
Commune de contrastes, elle est à la fois grande en superficie (ayant fusionné avec une autre commune) et très petite en population. À la suite d'un fort exode rural, elle a vu sa population divisée par 10 du XIXe siècle aux années 1970, et peine à retrouver une dynamique (école fermée) ; les activités sont agricoles et touristiques. Elle présente un relief accidenté avec une altitude variant de plus de 1 000 m au sein du territoire (Robert Bailly parle de « reliefs wagnériens »). Elle fait partie de la réserve naturelle géologique de Haute-Provence : on peut y observer de nombreux fossiles. Sa chapelle Notre-Dame de Dromon est signalée pour sa crypte et comme site possible de l’antique Théopolis de Dardanus.
Le nom des habitants de Saint-Geniez est Saint-Genais,.

## Géographie

Massif des Alpes et localisation des Préalpes de Digne.

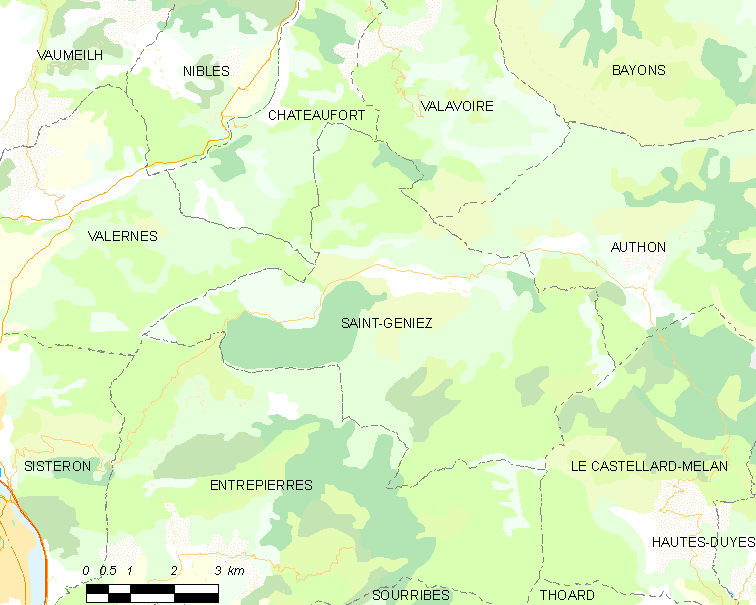
Saint-Geniez et les communes voisines (cliquez sur la carte pour accéder à une grande carte avec la légende).

Les communes limitrophes de Saint-Geniez sont Valavoire, Châteaufort, Authon, Le Castellard-Mélan, Entrepierres et Valernes.
La commune est située dans la partie nord des Préalpes de Digne, au nord-est de Sisteron et au nord-ouest de Digne-les-Bains.

### Géologie
Le territoire fait partie de la réserve naturelle géologique de Haute-Provence. Il se situe en limite de la nappe de Digne, immédiatement à l'ouest du lobe de Valavoire. Il s'agit d'une nappe de charriage, c'est-à-dire d'une dalle épaisse de près de 5 000 m qui s'est déplacée vers le sud-ouest durant l'Oligocène et la fin de la formation des Alpes. Les lobes (ou écaille) correspondent à la bordure découpée à l'ouest de la nappe. À l'ouest, on retrouve des formations calcaires provençales du Jurassique supérieur et du Crétacé inférieur (roches sédimentaires issues d'un ancien océan alpin). On trouve différents fossiles dans ces roches : échinodermes, mollusques bivalves, mollusques céphalopodes, brachiopodes, mollusques ammonoïdes.
Une mine de plomb qui était exploitée est aujourd'hui abandonnée. On note également la présence d'une ancienne carrière.

### Topographie

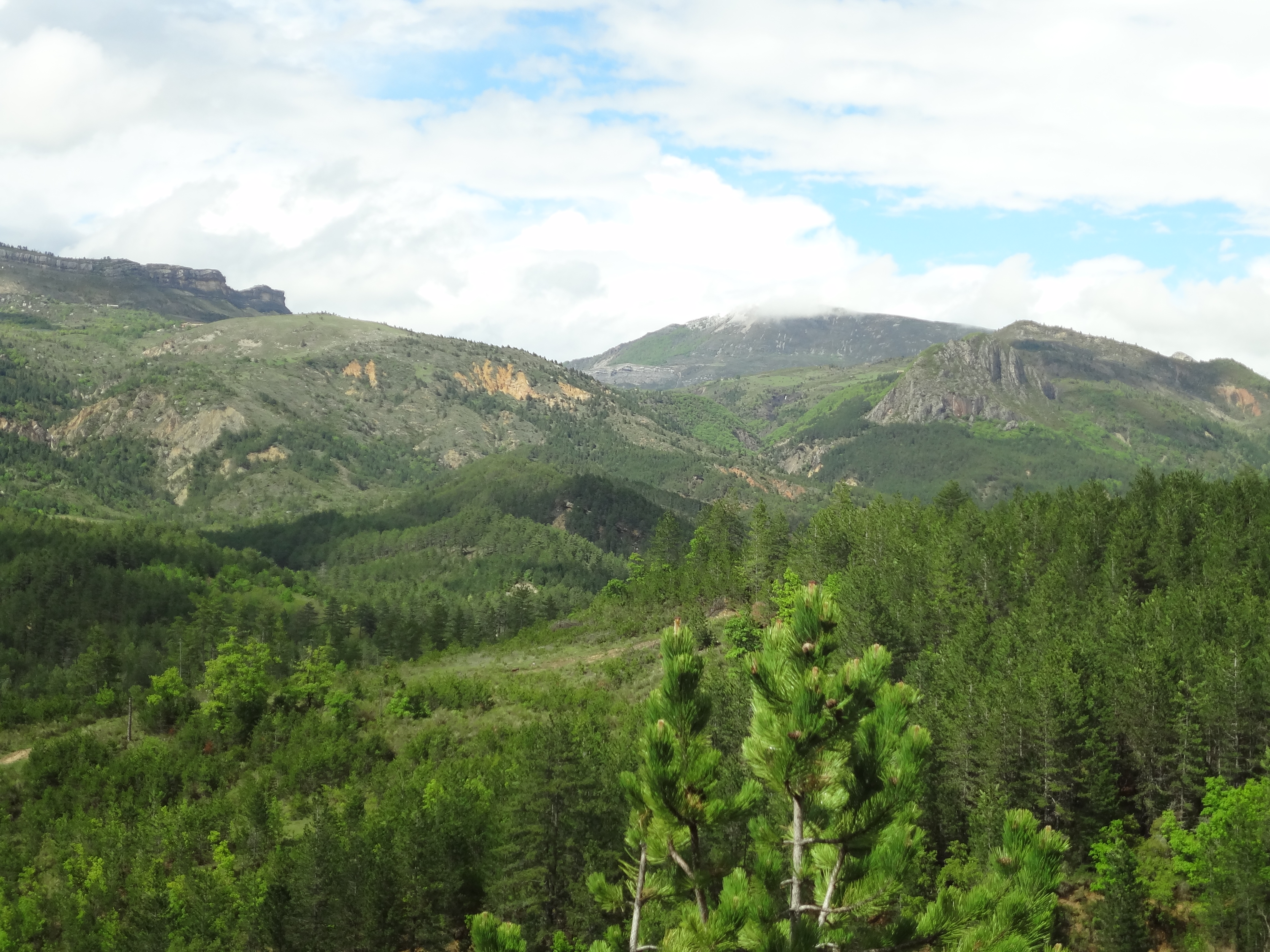
Le Trainon (1654 m), vu d’Entrepierres.

Le village est à une altitude de 1 100 m. Le territoire varie de 637 m (vallée du Vançon au sud-est) à 1 709 m d'altitude (montagne de Mélan à l'est). Il présente une topographie accidentée et de fortes pentes, avec plusieurs ravins (ravin de Saint-Symphorien, ravin du Prayas, ravin de Terre-Basse...), vallées étroites (défilé de Pierre-Écrite) et rochers (rocher de Dromont).
L'ensemble est boisé par la forêt domaniale du Vanson à l'ouest et à l'est ; le nord présente également quelques boisements : bois d'Eygrières, Bois de Clamoussier. Au total, la commune compte 1 241 ha de bois et forêts.

### Hydrographie
La commune est traversée par le Riou de Jabron et le Vançon (ou Vanson), affluents de la Durance.

### Transports
L’autoroute A 51 passe à l'ouest à moins de 10 kilomètres de la commune, dans la vallée de la Durance ; elle va vers Gap au nord et Aix-en-Provence au sud. La départementale RD 3 traverse la commune d'est en ouest (d'Authon à Entrepierres, puis vers Sisteron). Le GR 6 (GR de Pays de la grande traversée des Préalpes, qui traverse la France jusqu'en Aquitaine) passe au sud de la commune, ainsi qu'un chemin de petite randonnée.
Une gare ferroviaire desservie par les TER (Marseille-Briançon) se situe à Sisteron, ainsi qu'une gare routière.
L’aérodrome de Sisteron-Vaumeilh se situe à quelques kilomètres au nord-ouest, sur la commune de Vaumeilh.

### Climat
Pour des articles plus généraux, voir Climat de Provence-Alpes-Côte d'Azur et Climat des Alpes-de-Haute-Provence.
En 2010, le climat de la commune est de type climat des marges montargnardes, selon une étude du Centre national de la recherche scientifique s'appuyant sur une série de données couvrant la période 1971-2000. En 2020, Météo-France publie une typologie des climats de la France métropolitaine dans laquelle la commune est exposée à un climat de montagne ou de marges de montagne et est dans la région climatique Alpes du sud, caractérisée par une pluviométrie annuelle de 850 à 1 000 mm, minimale en été.
Pour la période 1971-2000, la température annuelle moyenne est de 8,9 °C, avec une amplitude thermique annuelle de 16,3 °C. Le cumul annuel moyen de précipitations est de 930 mm, avec 7,4 jours de précipitations en janvier et 5,2 jours en juillet. Pour la période 1991-2020, la température moyenne annuelle observée sur la station météorologique de Météo-France la plus proche, « Sisteron », sur la commune de Sisteron à 10 km à vol d'oiseau, est de 12,1 °C et le cumul annuel moyen de précipitations est de 835,0 mm. 
La température maximale relevée sur cette station est de 41 °C, atteinte le 28 juin 2019 ; la température minimale est de −18 °C, atteinte le 12 janvier 2010,,.
Les paramètres climatiques de la commune ont été estimés pour le milieu du siècle (2041-2070) selon différents scénarios d'émission de gaz à effet de serre à partir des nouvelles projections climatiques de référence DRIAS-2020. Ils sont consultables sur un site dédié publié par Météo-France en novembre 2022.

### Risques majeurs
Aucune des 200 communes du département n'est en zone de risque sismique nul. Le canton de Sisteron auquel appartient Saint-Geniez est en zone 1b (sismicité faible) selon la classification déterministe de 1991, basée sur les séismes historiques, et en zone 4 (risque moyen) selon la classification probabiliste EC8 de 2011. La commune de Saint-Geniez est également exposée à trois autres risques naturels :
- feu de forêt,
- inondation (dans la vallée de la Bléone),
- mouvement de terrain : le sud de la commune est concerné par un aléa moyen à fort[20].

La commune de Saint-Geniez n’est exposée à aucun des risques d’origine technologique recensés par la préfecture et aucun plan de prévention des risques naturels prévisibles (PPR) n’existe pour la commune ; le Dicrim n’existe pas non plus.
Le tremblement de terre du 18 mai 1866, dont l’épicentre était situé à Laragne, a été fortement ressenti dans la commune. Il a dépassé une intensité macro-sismique ressentie de VII sur l’échelle MSK (dégâts sur les maisons),.

### Hameaux
Le territoire communal compte de nombreux hameaux :
- Abros (ancienne paroisse, au sud) ;
- Chabert, à l'est ;
- Chardavon (ancienne commune), à l'ouest. Il est situé dans un bassin isolé, entre les massifs d’Aigue-Champs au sud et de Gache au nord ;
- Dromon ;
- les Bellets ;
- la Pène ;
- le Roucas Blanc (ancienne paroisse) ;
- Saurines ou Sorine depuis le début du XXe siècle ;
- Terre Basse.

## Urbanisme

### Typologie
Au 1er janvier 2024, Saint-Geniez est catégorisée commune rurale à habitat dispersé, selon la nouvelle grille communale de densité à 7 niveaux définie par l'Insee en 2022.
Elle est située hors unité urbaine et hors attraction des villes,.

### Occupation des sols
L'occupation des sols de la commune, telle qu'elle ressort de la base de données européenne d’occupation biophysique des sols Corine Land Cover (CLC), est marquée par l'importance des forêts et milieux semi-naturels (96,9 % en 2018), une proportion sensiblement équivalente à celle de 1990 (97 %). La répartition détaillée en 2018 est la suivante : 
forêts (51,6 %), milieux à végétation arbustive et/ou herbacée (34,1 %), espaces ouverts, sans ou avec peu de végétation (11,2 %), zones agricoles hétérogènes (3,1 %).
L'évolution de l’occupation des sols de la commune et de ses infrastructures peut être observée sur les différentes représentations cartographiques du territoire : la carte de Cassini (XVIIIe siècle), la carte d'état-major (1820-1866) et les cartes ou photos aériennes de l'IGN pour la période actuelle (1950 à aujourd'hui).

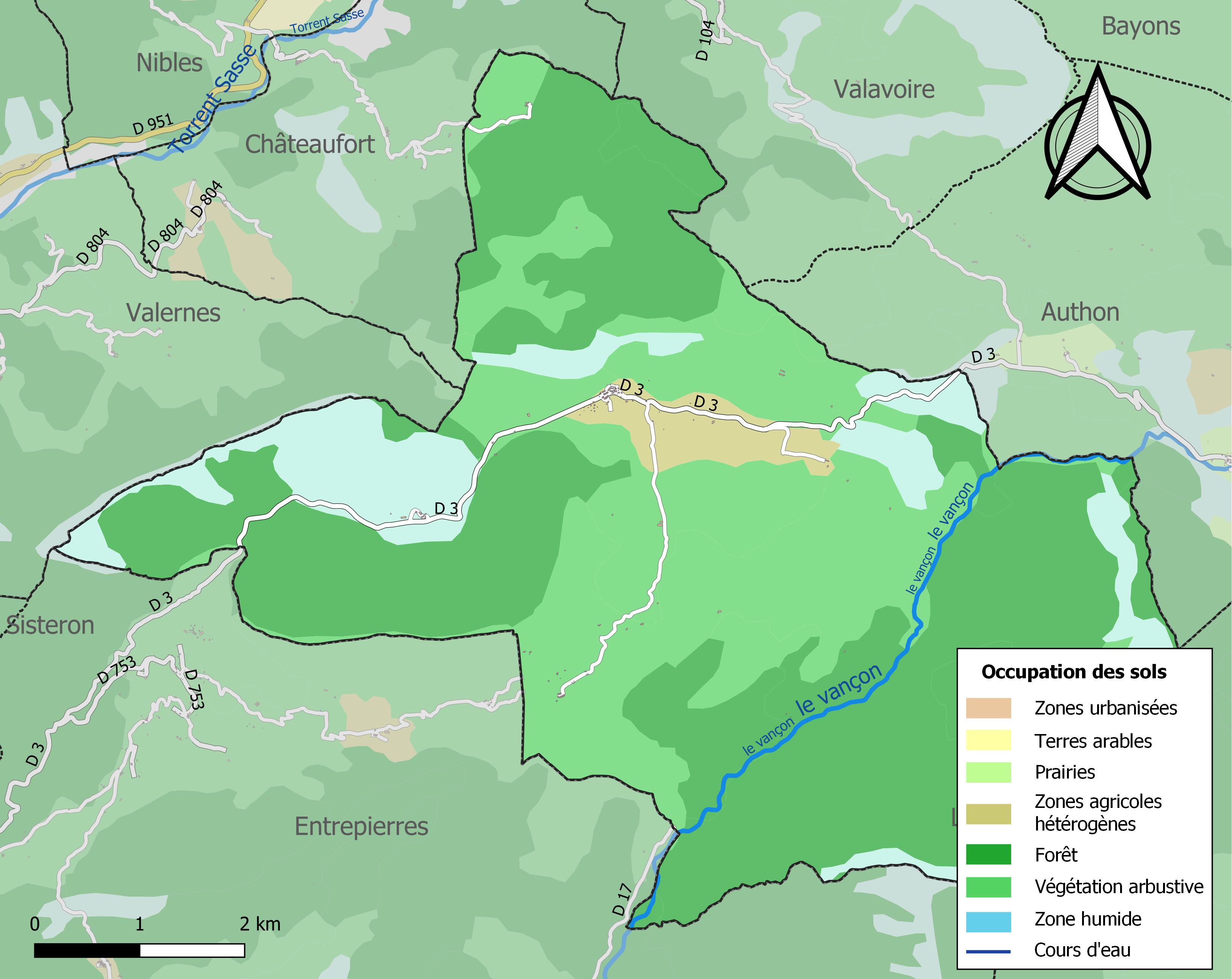
Carte de l'occupation des sols de la commune en 2018 (CLC).

### Logement
Saint-Geniez comptait 119 logements en 2007 (contre 95 en 1999). Les constructions anciennes sont bien plus présentes que la moyenne française : en 2007, 40,5 % des résidences principales dataient d'avant 1949. En revanche, la commune connaît un important déficit de constructions des années 1950 aux années 1980 qui s'explique par l'exode rural.
Les résidences principales ne représentent que 47 logements soit 38,2 % du parc (33,7 % en 1999), réparties à parts égales de 48,6 % en maisons individuelles (93,7 % en 1999) et appartements (2,1 % en 1999) (respectivement 56,1 % et 42,4 % en France métropolitaine). 77,8 % des habitations principales comportent quatre pièces et plus. Les propriétaires de leurs logements constituent 61,9 % des habitants contre 21,6 % qui sont locataires (respectivement 57,4 % et 39,8 % en France métropolitaine).

## Toponymie
Le nom du village apparaît pour la première fois en 1030 (ecclesia Beati Genesii), il est nommé d’après saint Genès d'Arles ou Genès de la Colonne (Genesius en latin), Sant Genesio sous sa forme occitane, qui a été francisée par la suite,. Il est également appelé Saint-Geniez-de-Dromon (Sanctus Genesius Dromone, XIe siècle).
Saint-Geniez se nomme Sant Giniés en occitan vivaro-alpin.
Le nom du hameau d’Abros, dans la vallée du Vançon, vient du mot gaulois broga, champ, ou limite.

## Histoire

### Antiquité

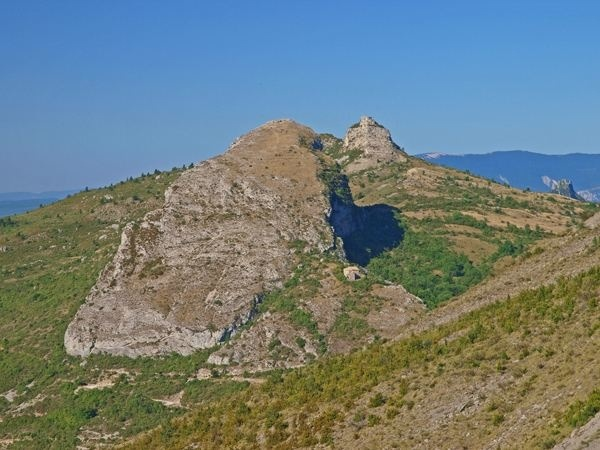
Rocher de Dromon où situent la cité de Théopolis.

Dans l’Antiquité, les territoires des communes de Chardavon et de Saint-Geniez font partie de celui des Sogiontiques (Sogiontii), dont le territoire s’étend du sud des Baronnies à la Durance, et recouvre une partie du massif des Monges. Les Sogiontiques sont fédérés aux Voconces, et après la conquête romaine, ils sont rattachés avec eux à la province romaine de Narbonnaise. Au IIe siècle, ils sont détachés des Voconces et forment une civitas distincte, avec pour capitale Segustero (Sisteron).
Chardavon, isolé dans un vallon accessible uniquement par le défilé de Pierre-Écrite, recèle plusieurs traces d’occupation ancienne, depuis le Néolithique et l’âge du bronze. Le territoire était habité sous le Haut-Empire romain, comme l’attestent les découvertes de surface (aucune fouille entreprise). Chardavon est un des emplacements avancés pour la cité de Théopolis fondée par Dardanus, un préfet du prétoire du Bas-Empire romain, le site étant isolé et protégé par les montagnes.
Certains croient, sans la moindre preuve, qu'une agglomération gallo-romaine se situe à Dromon.

### Moyen Âge
Le rocher de Dromon (1 285 m) est occupé par un château fort à partir du XIe siècle : auparavant, il avait été occupé au Néolithique. Quand le château est détruit, le village se déplace sur son site actuel. L’évêque de Gap donne l’église de Saint-Geniez, avec les revenus afférents, à l’abbaye Saint-Victor de Marseille au XIe siècle. L’abbaye est de plus seigneur du lieu jusqu’au XIVe siècle ; les Gombert lui succèdent jusqu’à la Révolution.
Lors de la crise ouverte par la mort de la reine Jeanne Ire, Jame Gombert, seigneur de Beaudument et Dromon, soutient Charles de Duras contre Louis Ier d'Anjou. Le ralliement de Sisteron à la cause angevine, en 1386, entraîne son changement d’engagement, et il prête hommage au jeune duc d’Anjou, Louis II, le 27 mars 1386.
Le village est déserté au XVe siècle, après la peste noire et les destructions liées à la guerre de Cent Ans. Les communautés de Dromon, qui comptait 78 feux au dénombrement de 1315, et de Saint-Geniez (12 feux) fusionnent à la fin du XVe siècle.
L’abbaye Saint-Victor cède l’église paroissiale au chapitre de Notre-Dame-des-Doms d’Avignon au XVIIe siècle.
Le village de Chardavon est signalé dans les chartes au début du XIe siècle, une trentaine d’années avant qu’une prévôté de chanoines réguliers s’y installe pour y fonder l’abbaye Notre-Dame-et-Saint-Jean-Baptiste. Celle-ci prospère, et compte à son apogée 18 églises sous sa dépendance dans le diocèse de Gap  (21 selon Daniel Thiery). Le couvent est détruit par une bande de routiers en 1385, et les chanoines s’installent à Saint-Marcel de la Baume-lès-Sisteron,. Les habitants du village restent sur place après le départ des chanoines (54 habitants en 1765).
Une autre communauté, celle de la Penne, signalée en 1030, comptait 20 feux en 1315. Elle aussi est ravagée aux XIVe et XVe siècles et complètement désertée.

### Époque moderne
L’église Saint-Geniez est saccagée pendant les guerres de religion.
Une société par actions tente d’exploiter des mines de plomb en 1602, mais elles sont peu rentables ; une autre tentative a lieu en 1614, sans plus de succès.

### Révolution française et Empire
Au début de la Révolution française, la nouvelle de la prise de la Bastille est accueillie favorablement, mais provoque un phénomène de peur collective d’une réaction aristocratique. Localement, la Grande Peur, venant de Tallard et appartenant au courant de la « peur du Mâconnais », atteint Seyne dans la nuit du 31 juillet 1789. Les consuls de Seyne préviennent ensuite les communautés de la viguerie, dont Saint-Geniez et Chardavon, qu’une troupe de 5 à 6 000 brigands se dirige vers la Haute-Provence après avoir pillé le Dauphiné. Le 1er août, les habitants de Chardavon se réfugient derrière les murs de la place forte de Seyne avec leurs meubles et leur bétail, et les hommes y reçoivent des armes tirées de l’arsenal de la citadelle. Les communautés de La Motte, Clamensane, Saint-Geniez, Authon, Curbans, Bayons et Claret constituent ensemble une troupe de 700 hommes armés. Elles mettent le marquis d’Hugues de Beaujeu à sa tête, qui décide de se porter au-devant du danger en allant surveiller les bacs sur la Durance.
Dès le 2 août, l’affolement retombe, les faits-divers à l’origine des rumeurs étant éclaircis. Mais un changement important a eu lieu : les communautés se sont armées, organisées pour se défendre et défendre leurs voisins. Un sentiment de solidarité est né à l’intérieur des communautés et entre communautés voisines, et les consuls décident de maintenir les gardes nationales. Aussitôt la peur retombée, les autorités recommandent toutefois de désarmer les ouvriers et les paysans sans terre, pour ne conserver que les propriétaires dans les gardes nationales.
À l’été 1790, une émeute envahit le château et le met à sac : les deux tours du château sont abattues et l’incendie est évité de peu.
La société patriotique de Saint-Geniez est créée après la fin de 1792. Pour suivre le décret de la Convention du 25 vendémiaire an II invitant les communes ayant des noms pouvant rappeler les souvenirs de la royauté, de la féodalité ou des superstitions, à les remplacer par d'autres dénominations, la commune change de nom pour Dromont, d’après le nom d’une montagne (d’où le t en référence au rocher). En 1793, le château est mis aux enchères pour démolition.
En 1810, le vallon de l’Aigue est creusé au pied de la montagne de Trenon et de la Barre Rousse, pour détourner les eaux qui coulaient de ces montagnes, emportaient les terres cultivables et inondaient le village.
Des mines de plomb ont existé à Chardavon. Jugées anciennes, ces galeries sont appelées mines sarrasines. Même si on ne peut les dater aussi loin, on peut attester leur exploitation au XVe siècle. La mine de plomb de Saurine (actuel lieu-dit de Sorine) du seigneur est comblée dès qu’il émigre à la Révolution. Son exploitation est relancée par son épouse, Madame de Commandaire, à partir de 1811. Les gisements exploités débutent aux hameaux de Naux et Seaurin, et occupent une superficie de 13 hectares. Les treize veines de baryte sulfaté ont une épaisseur de 20 cm à un mètre, certains rognons pesant plus de 50 kg. La production de minerai, l’alquifoux, atteint 25 quintaux par mois. Il est transporté brut à dos de mulets vers Sisteron, Avignon et Toulon. En 1814, les filles de Mme de Commandaires héritent des mines. Mais les guerres napoléoniennes se terminent avec Waterloo (1815), avec elles prend fin le Blocus continental et la rentabilité de l’alquifoux de Saint-Geniez chute. Le sire de Commandaire revient d’émigration et les mines lui sont dévolues en 1821, la production ayant chuté à 100 quintaux annuels. Ayant combattu dans les armées anglaises contre la France, il perçoit une pension versé par le Royaume-Uni, et abandonne les mines. Elles ne furent pas remise en service, malgré de très nombreux projets formulés entre les années 1820 et les années 1940,.

### Époque contemporaine
Entre 1820 et 1874, trois moulins sont construits subitement à Saint-Geniez, en partie par rivalité avec Authon, pour faire de la farine et de l’huile de noix.
Le coup d'État du 2 décembre 1851 commis par Louis-Napoléon Bonaparte contre la Deuxième République provoque un soulèvement armé dans les Basses-Alpes, en défense de la Constitution. Après l’échec de l’insurrection, une sévère répression poursuit ceux qui se sont levés pour défendre la République : 5 habitants de Saint-Geniez sont traduits devant la commission mixte.
La commune absorbe celle de Chardavon en 1859.
Comme de nombreuses communes du département, Saint-Geniez se dote d’écoles bien avant les lois Jules Ferry : en 1863, elle compte déjà deux écoles dispensant une instruction primaire aux garçons (au village chef-lieu et à Abros). Bien que la loi Falloux (1851) n’impose l’ouverture d’une école de filles qu’aux communes de plus de 800 habitants, les filles de Saint-Geniez sont déjà scolarisées dans les années 1860.
La commune subit un important exode rural des années 1870 à 1975. Elle est également touchée par les épisodes mortels régionaux ou nationaux : en 1884, la population communale subit une épidémie de choléra. Elle cause 3 morts. Une partie des hommes appelés au front meurent durant la Première Guerre mondiale. Au cours de la Seconde Guerre mondiale, le département est occupé par l'Italie de novembre 1942 à septembre 1943, puis par l'Allemagne nazie jusqu'en août 1944. À cette date, la ville voisine de Sisteron est bombardée par les alliés dans le cadre du débarquement de Provence. La libération se fait très rapidement après le débarquement.

### Légende
Une ancienne légende raconte que le partage des fiefs de la vallée du Haut-Vançon s’est fait sur le pointu de Serette. Quatre seigneurs ont écarté les bras en se tournant le dos, ce qui était contenu entre leurs bras devenait leur fief. Les fiefs d’Entrepierres, Vilhosc, Saint-Geniez et Authon naquirent ainsi.

## Politique et administration

### Administration municipale
De par sa taille, la commune dispose d'un conseil municipal de 9 membres (article L2121-2 du Code général des collectivités territoriales). Lors du scrutin de 2008 il y eut deux tours (huit élus au premier tour et un au second) Michel Manceau a été réélu conseiller municipal au premier tour avec le quatrième total de 51 voix soit 52,04 % des suffrages exprimés. La participation a été de 91,59 %. il a ensuite été nommé maire par le conseil municipal .

### Liste des maires
L'élection du maire est la grande innovation de la Révolution de 1789. De 1790 à 1795, les maires sont élus au suffrage censitaire pour 2 ans. De 1795 à 1800, il n’y a pas de maires, la commune se contente de désigner un agent municipal qui est délégué à la municipalité de canton.
En 1799-1800, le Consulat revient sur l'élection des maires, qui sont désormais nommés par le pouvoir central. Ce système est conservé par les régimes suivants, à l'exception de la Deuxième République (1848-1851). Après avoir conservé le système autoritaire, la Troisième République libéralise par la loi du 5 avril 1884 l'administration des communes : le conseil municipal, élu au suffrage universel, élit le maire en son sein.
| Période                                  | Période        | Identité         | Étiquette | Qualité |
| ---------------------------------------- | -------------- | ---------------- | --------- | --- |
| mai 1945                                 |                | Paul Daumas      |           | |
|                                          |                |                  |           | |
| avant 1988                               | ?              | Henri Donnadieu  | PS        | |
|                                          | juillet 2005   | Bernard Airaudi  |           | démissionne pour raisons de santé                                                                                                 |
| juillet 2005                             | janvier 2013   | Michel Manceau   | DVG       | démissionne pour raisons de santé                                                                                                 |
| février 2013                             | 2014           | Caroline Barzic  |           | |
| avril 2014                               | 6 Juillet 2017 | Lucienne Barbero | DVG       | Dissolution du conseil municipal par décret présidentiel du 7 juillet 2017.Journal Officiel n° 0159 du 8 juillet 2017, texte n° 9 |
| octobre 2017                             | mai 2020       | Catherine Bloch  |           | Retraitée |
| mai 2020                                 | en cours       | Olivier Chabrand |           | Agriculteur sur petite exploitation                                                                                               |
| Les données manquantes sont à compléter. |                |                  |           | |

### Intercommunalité
Saint-Geniez fait partie :
- de 2006 à 2017, de la communauté de communes du Sisteronais ;
- à partir du 1er janvier 2017, de la communauté de communes Sisteronais-Buëch.

### Instances administratives et juridiques
Saint-Geniez est une des quinze communes du canton de Sisteron, qui totalisait 12 622 habitants en 2012. Le canton a fait partie de l’arrondissement de Sisteron du 17 février 1800 au 10 septembre 1926, date de son rattachement à l'arrondissement de Forcalquier et de la deuxième circonscription des Alpes-de-Haute-Provence. Saint-Geniez fait partie du canton de Sisteron depuis 1801 après avoir fait partie du canton de Saint-Geniez de 1793 à 1801. Saint-Geniez fait partie de la juridiction d’instance et prud'homale de Manosque, et de grande instance de Digne-les-Bains.

### Fiscalité
| Taxe                                        | Part communale | Part intercommunale | Part départementale | Part régionale |
| ------------------------------------------- | -------------- | ------------------- | ------------------- | -------------- |
| Taxe d'habitation                           | 5,15 %         | 0,66 %              | 5,53 %              | 0,00 %         |
| Taxe foncière sur les propriétés bâties     | 11,25 %        | 1,94 %              | 14,49 %             | 2,36 %         |
| Taxe foncière sur les propriétés non bâties | 47,23 %        | 4,07 %              | 47,16 %             | 8,85 %         |
| Taxe professionnelle                        | 11,69 %        | 1,21 %              | 10,80 %             | 3,84 %         |

La part régionale de la taxe d'habitation n'est pas applicable.
La taxe professionnelle est remplacée en 2010 par la cotisation foncière des entreprises (CFE) portant sur la valeur locative des biens immobiliers et par la contribution sur la valeur ajoutée des entreprises (CVAE) (les deux formant la contribution économique territoriale (CET) qui est un impôt local instauré par la loi de finances pour 2010).

## Population et société

### Démographie
L'évolution du nombre d'habitants est connue à travers les recensements de la population effectués dans la commune depuis 1765. Pour les communes de moins de 10 000 habitants, une enquête de recensement portant sur toute la population est réalisée tous les cinq ans, les populations de référence des années intermédiaires étant quant à elles estimées par interpolation ou extrapolation. Pour la commune, le premier recensement exhaustif entrant dans le cadre du nouveau dispositif a été réalisé en 2004.
En 2022, la commune comptait 107 habitants, en évolution de +13,83 % par rapport à 2016 (Alpes-de-Haute-Provence : +2,84 %, France hors Mayotte : +2,11 %).
Le tableau et le graphique ci-dessous présentent l'évolution démographique de la commune de Saint-Geniez jusqu'en 1856, puis celle de Saint-Geniez et Chardavon fusionnées après 1859.
| 1765 | 1793 | 1800 | 1806 | 1821 | 1831 | 1836 | 1841 | 1846 |
| ---- | ---- | ---- | ---- | ---- | ---- | ---- | ---- | ---- |
| 451  | 470  | 500  | 550  | 505  | 482  | 482  | 500  | 552  |

| 1851 | 1856 | 1861 | 1866 | 1872 | 1876 | 1881 | 1886 | 1891 |
| ---- | ---- | ---- | ---- | ---- | ---- | ---- | ---- | ---- |
| 515  | 566  | 526  | 498  | 450  | 439  | 432  | 398  | 424  |

| 1896 | 1901 | 1906 | 1911 | 1921 | 1926 | 1931 | 1936 | 1946 |
| ---- | ---- | ---- | ---- | ---- | ---- | ---- | ---- | ---- |
| 426  | 410  | 375  | 339  | 249  | 218  | 188  | 147  | 105  |

| 1954 | 1962 | 1968 | 1975 | 1982 | 1990 | 1999 | 2004 | 2006 |
| ---- | ---- | ---- | ---- | ---- | ---- | ---- | ---- | ---- |
| 90   | 74   | 67   | 51   | 59   | 55   | 90   | 104  | 107  |

| 2009 | 2014 | 2019 | 2022 | - | - | - | - | - |
| ---- | ---- | ---- | ---- | - | - | - | - | - |
| 90   | 95   | 105  | 107  | - | - | - | - | - |

| 1315    | 1471     |
| ------- | -------- |
| 90 feux | inhabité |

L'histoire démographique de Saint-Geniez, après l'abandon complet au XVe siècle et la croissance jusqu'au début du XIXe siècle, est marquée par une période d'« étale » où la population reste relativement stable à un niveau élevé. Cette période est assez longue à Saint-Geniez, et occupe les deux premiers tiers du siècle. L'exode rural provoque ensuite un mouvement de recul démographique rapide, et de longue durée. En 1921, la commune a perdu plus de la moitié de sa population par rapport au maximum historique de 1846. Le mouvement de baisse ne s'inverse que très récemment, dans les années 1990. Depuis, la population tourne autour d'une centaine d'habitants.

#### Chardavon
| 1765 | 1793 | 1800 | 1806 | 1821 | 1831 |
| ---- | ---- | ---- | ---- | ---- | ---- |
| 54   | 55   | 53   | 49   | 49   | 43   |

| 1836 | 1841 | 1846 | 1851 | 1856 | - |
| ---- | ---- | ---- | ---- | ---- | - |
| 48   | 30   | 41   | 43   | 40   | - |

#### Pyramide des âges
En 2021, le taux de personnes d'un âge inférieur à 30 ans s'élève à 23,8 %, soit en dessous de la moyenne départementale (28,7 %). À l'inverse, le taux de personnes d'âge supérieur à 60 ans est de 36,2 % la même année, alors qu'il est de 34,2 % au niveau départemental.
En 2021, la commune comptait 51 hommes pour 56 femmes, soit un taux de 52,34 % de femmes, légèrement supérieur au taux départemental (51,53 %).
Les pyramides des âges de la commune et du département s'établissent comme suit :
| Hommes | Classe d’âge | Femmes |
| ------ | ------------ | ------ |
| 0,0    | 90 ou +      | 0,0    |
| 10,0   | 75-89 ans    | 7,3    |
| 38,0   | 60-74 ans    | 18,2   |
| 22,0   | 45-59 ans    | 32,7   |
| 8,0    | 30-44 ans    | 16,3   |
| 20,0   | 15-29 ans    | 16,4   |
| 2,0    | 0-14 ans     | 9,1    |

| Hommes | Classe d’âge | Femmes |
| ------ | ------------ | ------ |
| 1      | 90 ou +      | 2,5    |
| 9,9    | 75-89 ans    | 12,2   |
| 21,3   | 60-74 ans    | 21,4   |
| 20,9   | 45-59 ans    | 21     |
| 16,1   | 30-44 ans    | 16,1   |
| 14,3   | 15-29 ans    | 12,2   |
| 16,5   | 0-14 ans     | 14,6   |

#### Superficie et population
La commune de Saint-Geniez a une superficie de 3 894 ha et avait une population de 101 habitants en 2007, ce qui la classait :
| Rang                          | Population | Superficie | Densité |
| ----------------------------- | ---------- | ---------- | ------- |
| France                        | 32 827e    | 2 050e     | 36 494e |
| Provence-Alpes-Côte d'Azur    | 855e       | 240e       | 902e    |
| Alpes-de-Haute-Provence       | 155e       | 52e        | 172e    |
| Arrondissement de Forcalquier | 69e        | 13e        | 81e     |
| Canton de Sisteron            | 4e         | 4e         | 4e      |

### Enseignement
La commune ne dispose ni d'école maternelle ni d'école primaire. Une classe unique a fonctionné jusqu'en 1972, puis de 1995 à 2009, mais a fermé par manque d'effectif. Après le primaire, les élèves sont affectés au collège de la cité scolaire Paul-Arène à Sisteron,, puis au lycée de la même cité scolaire.

### Santé
Le Centre Hospitalier le plus proche est celui de Sisteron (Centre Hospitalier InterCommunal des Alpes du Sud - site de Sisteron).

### Cultes
Saint-Geniez faisait partie du diocèse de Sisteron. Jusqu’en 1729, la paroisse dépendait de l’archiprêtré de Provence, autrefois appelé Oultre-Durance, dans le diocèse de Gap. À la suite de l'établissement des conférences ecclésiastiques en 1686, l'archiprêtré de Provence a été divisé en trois nouveaux archiprêtrés en 1729, puis six en 1749. L’archiprêtré est de Saint-Geniez-de-Dromon est créé à ce moment-là et dure jusqu’à la Révolution.

### Fêtes
- Course de côte
- Fête patronale (15 août)

## Économie

### Aperçu général
En 2009, la population active s'élevait à 30 personnes, la commune ne proposant que 15 emplois (l’indicateur de concentration d'emploi est de 53 %). Parmi les emplois localisés dans la commune, l'emploi salarié est minoritaire (40 %). L’économie de la commune est surtout agricole.
54 % des actifs de la commune travaillent hors de la commune.
Il existait des carrières de marbre au sud de la commune.

### Emploi
La répartition de la population est conforme à la moyenne nationale avec 44,4 % d'actifs, 26,8 % de retraités, mais inférieur avec seulement 20 % de jeunes scolarisés.

### Agriculture

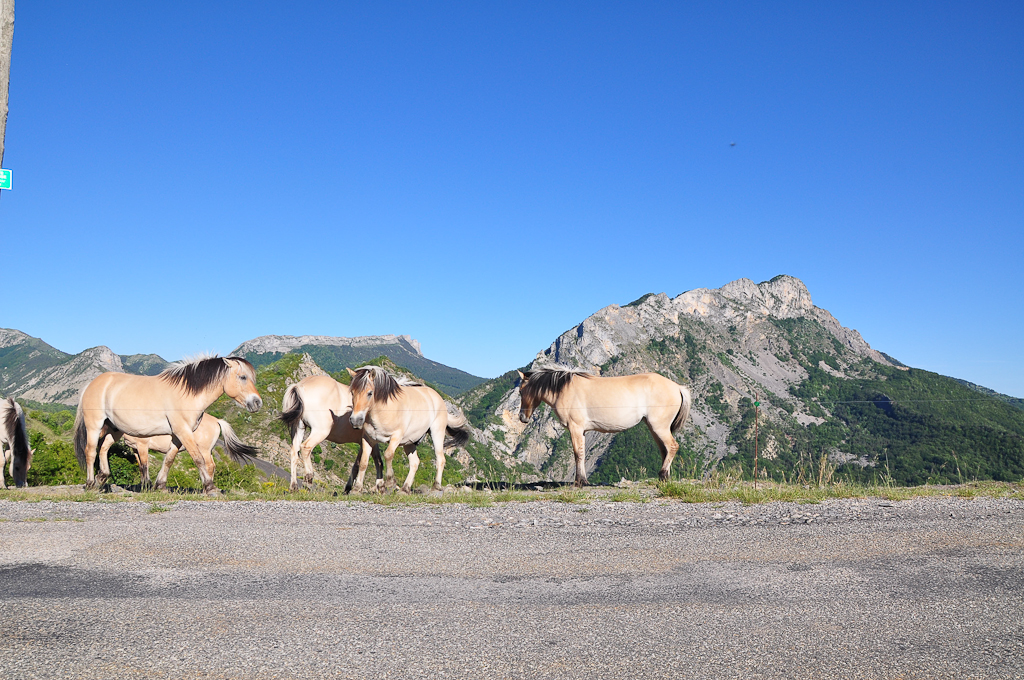
Chevaux de race fjord en liberté à Saint-Geniez.

Une partie de la population vit de l’agriculture, essentiellement de l’élevage ovin, mais aussi de chevaux et chèvres.
Sept exploitations étaient installées dans la commune en 2010, un chiffre en baisse depuis 2000 qui avait connu un pic avec 12 exploitations dont 3 professionnelles. L’agriculture arrive en tête des établissements de la commune (6 en 2009 et 2 salariés) ; elle emploie au total 18 personnes à temps plein ou partiel. En 2000, sept exploitations pratiquaient l’élevage ovin ou équin, ce qui représentait un doublement par rapport à 1988 (le nombre est depuis redescendu à 5). La surface agricole utilisée, 570 ha, est elle en forte baisse depuis 2000 où elle était de 983 ha (soit une chute de 42 %) : elle est surtout affectée à l’élevage (à 89 %).
L’activité agricole de la commune est soutenue par différents labels :
- appellation d'origine contrôlée (AOC) pour l’huile essentielle de lavande de Haute-Provence ;
- indication géographique protégée (IGP) pour les pommes des Alpes de Haute-Durance, le miel de Provence, l’agneau de Sisteron, et le vin Alpes-de-Haute-Provence (VDP) blanc, rouge et rosé et VDP de Méditerranée blanc, rouge et rosé)[91].

Cependant, excepté pour l’agneau de Sisteron, ces labels ne contribuent à valoriser qu’une production marginale des exploitations.

### Industrie-Construction
En 2011, il n’y avait qu’un seul établissement du secteur secondaire, dans le secteur de la construction.

### Activités de service
Sur les 15 établissements de la commune, 5 se trouvent dans le secteur des services commerciaux, et 2 dans celui de l'administration (avec deux salariés).
Le tourisme est peu développé : la commune ne compte aucune installation d'accueil ; les résidences secondaires représentent un peu plus de la moitié des logements de la commune. Il bénéficie néanmoins d‘un environnement calme et d’un climat ensoleillé, et s’appuie sur quelques infrastructures minimales : gîtes, chambres d’hôtes, relais équestre.

## Lieux et monuments
Le monument aux morts est une plaque émaillée.

### La Pierre-Écrite

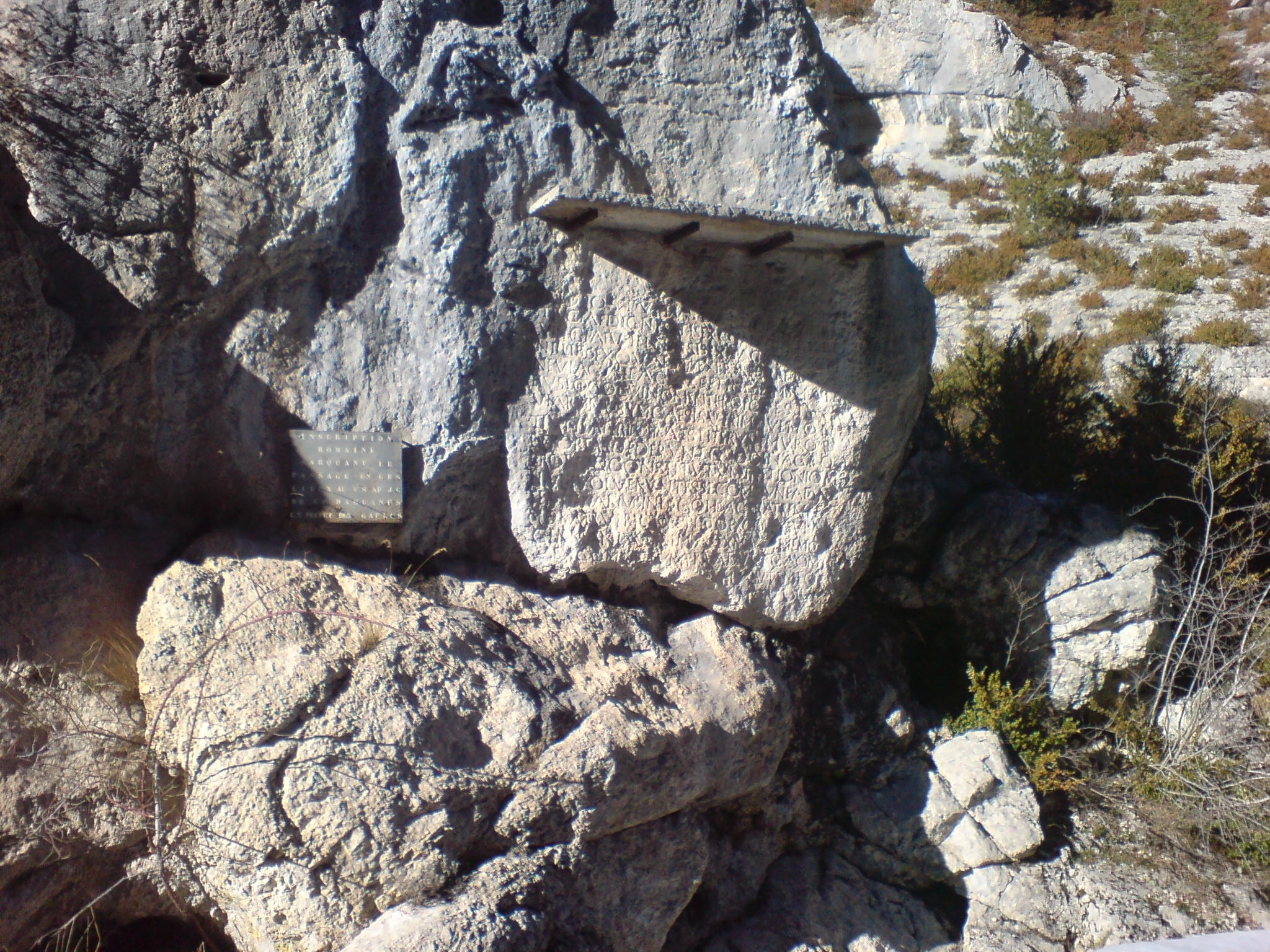
Inscription dite Pierre-Écrite.

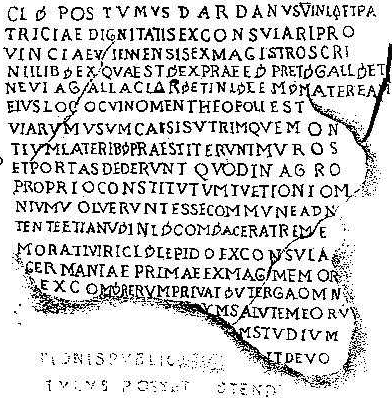
Dessin de l’inscription.

La Pierre Écrite (peira escricha) est une inscription romaine (Inscription de la Pierre Écrite) classée monument historique depuis 1909, sur un rocher, dans un défilé, un peu au-dessous de Chardavon. Elle date du deuxième quart du Ve siècle (entre 425 et 450), et le dénommé Dardanus y signale la construction d’une route et d’une ville nouvelle pour qu’une communauté de chrétiens puisse s’y installer, formant une Théopolis, en référence à saint Augustin. En amont et en aval du défilé, se trouvent une volée de marches qui permettaient d’éviter le passage par ce lieu resserré, en passant par les hauteurs.
Plusieurs maisons ont un linteau avec une date inscrite, souvent du XIXe siècle. Parfois, il s’agit simplement de la date du remplacement du linteau en bois par un autre en pierre, la maison est plus ancienne. Le linteau de la maison Bernard, les derniers maçons de la commune, est orné depuis 1896 des outils du maçon, sculptés en bas-relief : massette, truelle, têtu (marteau à deux têtes pointues), équerre.
Près du passage caladé du Malpas, entre Authon et Saint-Geniez, se trouve une pierre gravée, portant la date de 1849, représentant un diable ou un démon, souriant et aux traits félins, comme le Matagot des Hautes-Alpes.

### Monuments religieux
La chapelle Notre-Dame de Dromon, sur le site de l’antique oppidum et ville romaine de Théopolis[réf. nécessaire], date du XIIe siècle, mais a été reconstruite en 1656. En ruines dans les années 1970, elle a été restaurée depuis. Les chapiteaux sont du Xe siècle. À proximité se trouvait un château du XIe siècle. Elle est bâtie sur un plan triconque : une abside en cul-de-four et deux absidioles. Elle possède une crypte datant des VIIIe et IXe siècles et aux décorations de style byzantin. La chapelle latérale de la crypte a presque disparu, il ne reste que l’abside. L’ensemble et le sol environnant sont classés monument historique depuis 1910. Elle abrite une statue de la Vierge à l’Enfant, en albâtre, du XVIIe siècle (classée monument historique au titre objet,).
L’église paroissiale Saint-Geniez ou Saint-Genes (XVIIe et XIXe siècle), possède une nef de quatre travées et un seul bas-côté, au nord ; elle est inscrite comme monument historique. Elle possède un médaillon de grande dimension représentant le baptême du Christ, en marbre, du XVIIIe siècle, classé au titre objet.
La chapelle, ancienne église, Saint-Jacques-et-Saint-Philippe au hameau de Abroz, reconstruite en 1617, comporte une nef de deux travées, sous fausses croisées d’ogives,. Elle est placée sous le patronage de la Vierge et a été restaurée dans les années 1990. Deux chapelles en dépendaient : Notre-Dame-de-Pitié à La Forest, reconstruite au XVIIe siècle, est en ruines depuis plusieurs décennies, ainsi que la chapelle de la Roubine.
L'église Notre-Dame-de-Consolation à Chardavon (1671), placée sous le patronage de saint Roch, comporte deux chapelles du XIIIe siècle et un clocher du XVIIIe siècle
.

#### Source thermale
Dans le vallon des Teyssières, la source des Eaux-Chaudes surgit, laissant couler une eau soufrée à 30 °C, que le maire, M. Jourdan, a tenté de mettre en valeur dans les années 1950.
À 500 m au sud de Sorine, une source d'eau sulfureuse sort d'un petit conduit ; sa température varie de 20,1 à 22,2 °C et son débit est de 9 l/min.

#### Vestiges et ruines
Près de Chardavon, à la crête du Lauzas, se trouvent les vestiges d’un four à chaux.
Il reste des ruines du château de Brianson et des chapelles aux hameaux de Forêt et de Robinette.

## Héraldique
| Blason de Saint-Geniez | Blason  | De gueules à une fasce d'argent, chargée du mot ST-GENIEZ de sable et accompagnée de trois croisettes pattées d'or. |
| Blason de Saint-Geniez | Détails | Le statut officiel du blason reste à déterminer.                                                                    |

## Illustrations

Différentes vues de Saint-Geniez
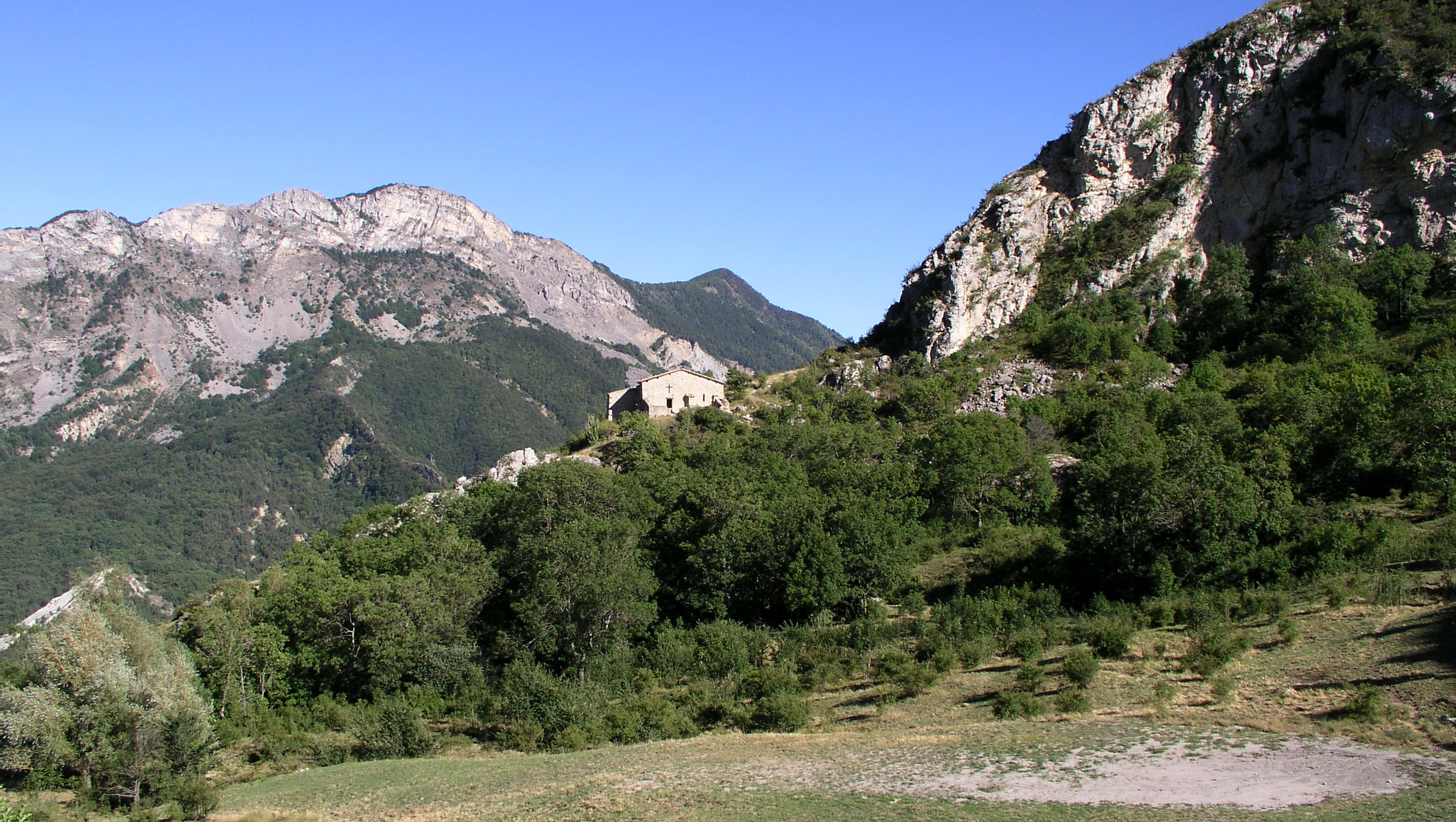
La chapelle Notre-Dame de Dromon.
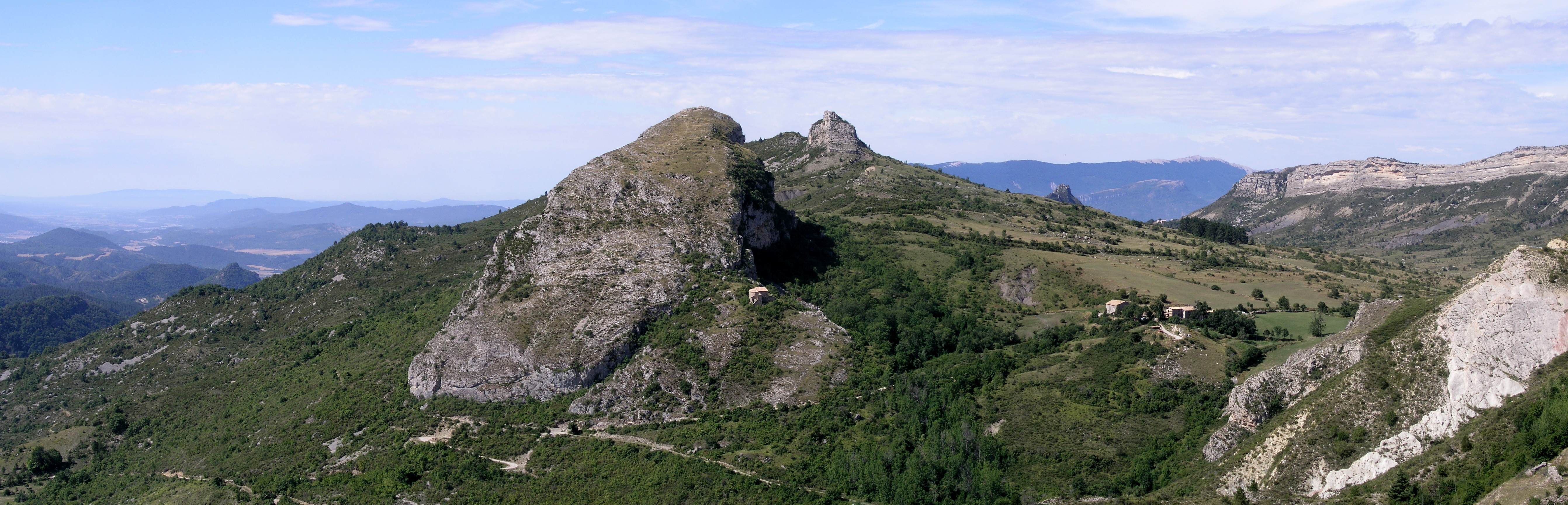
Site du rocher de Dromon.
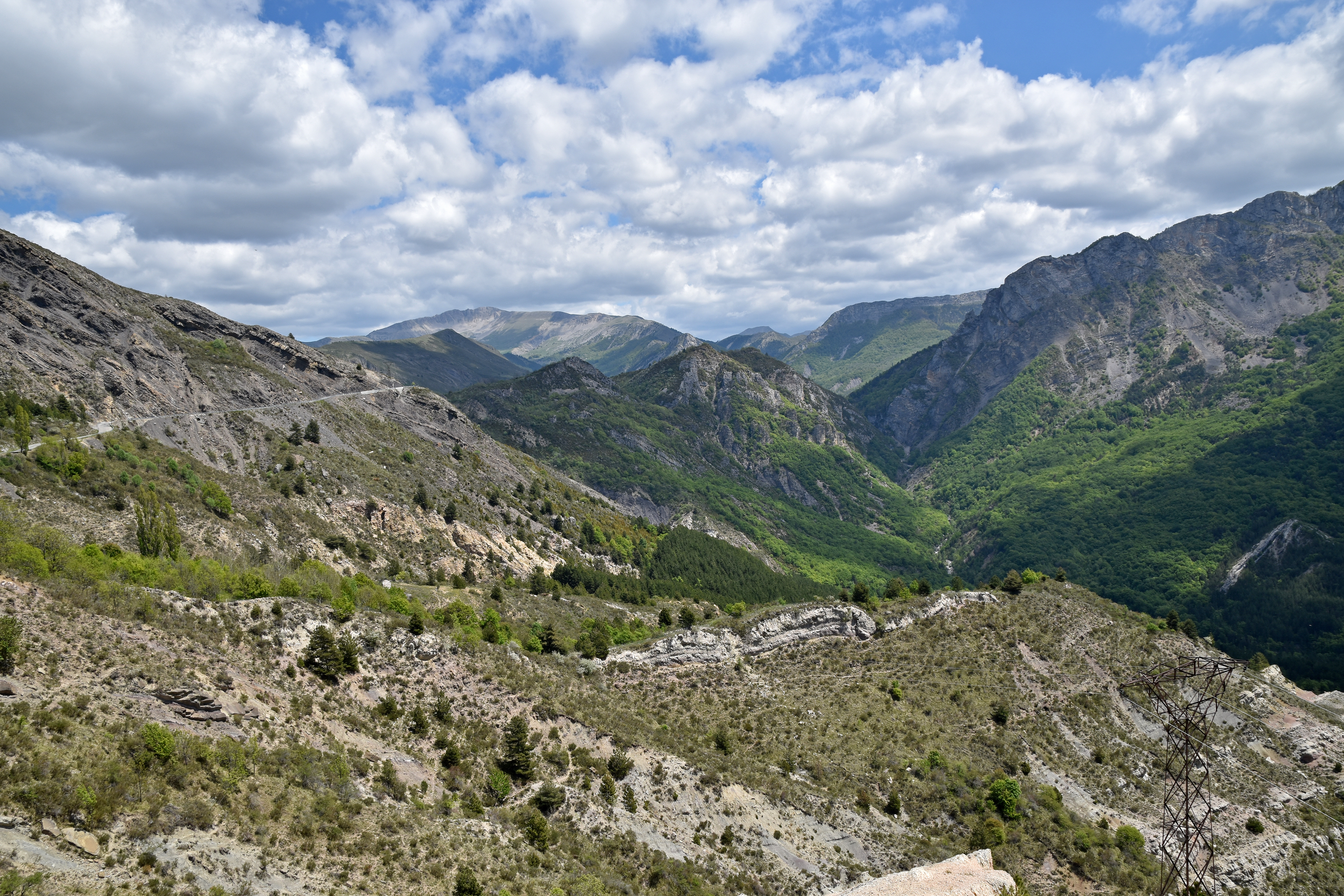
Le massif des Monges vers Saint-Geniez.
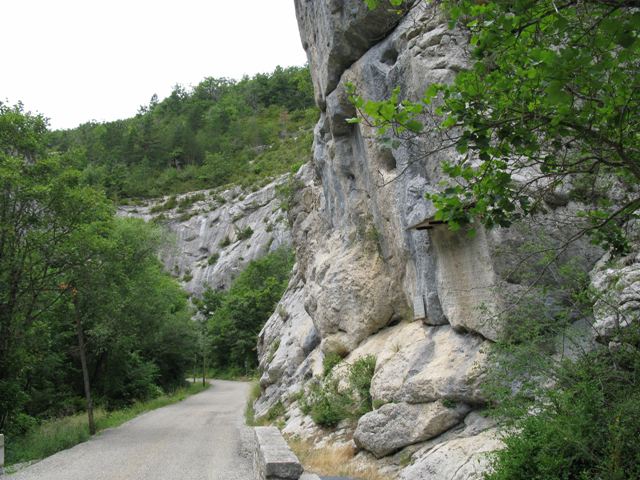
Localisation de la dédicace de Dardanus sur la route de Sisteron à Saint-Geniez.
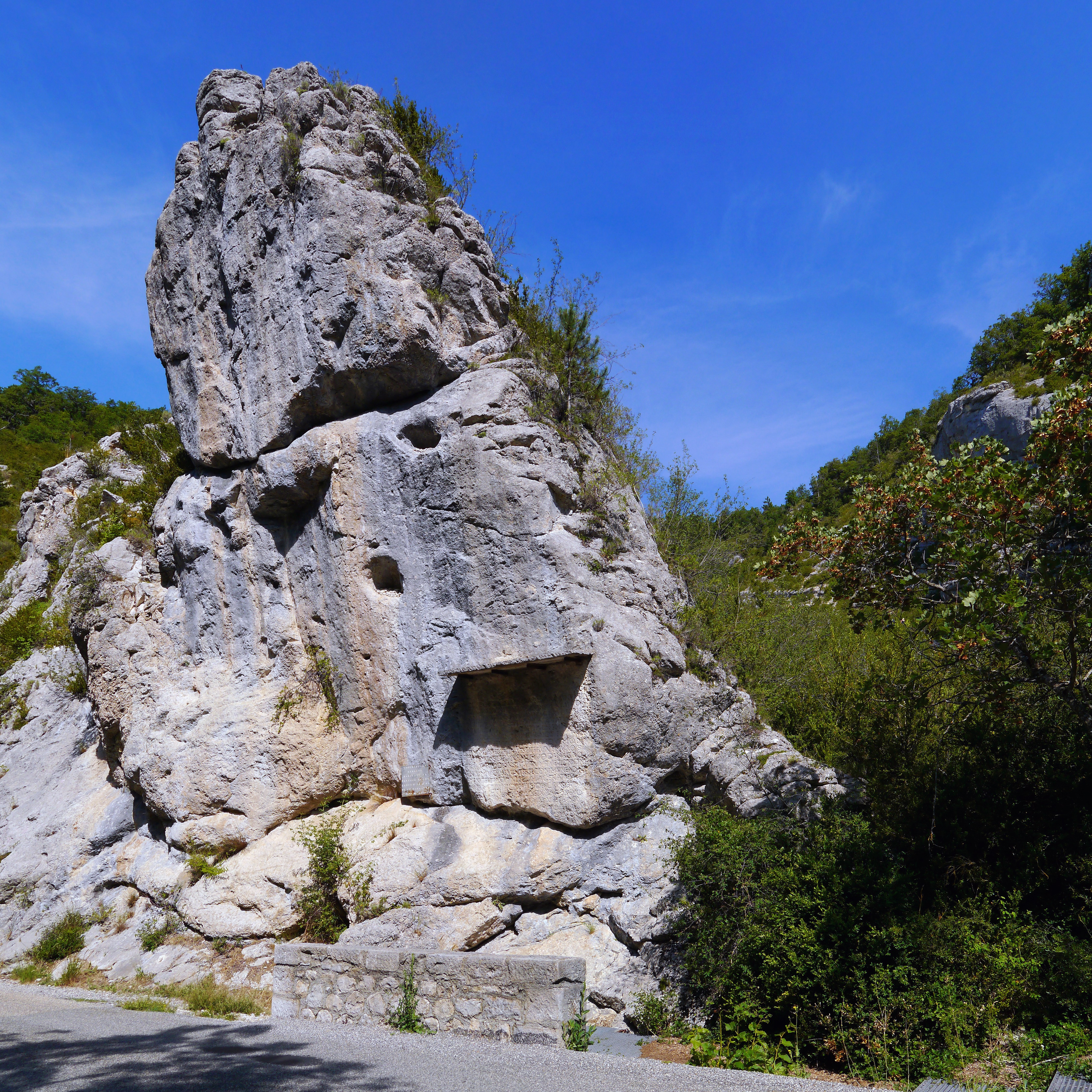
Inscription de la Pierre Écrite.
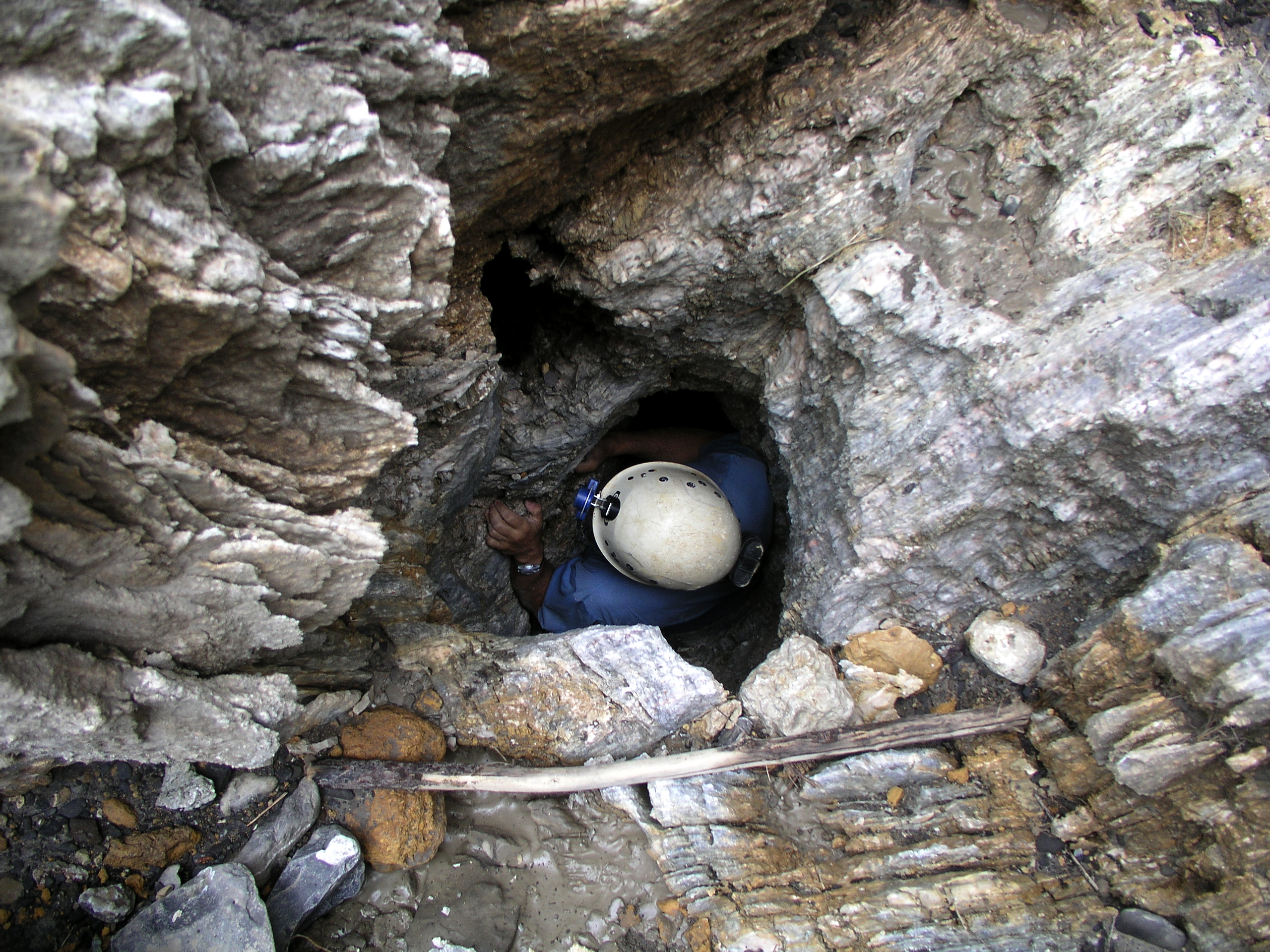
Phénomène karstique dans le gypse du ravin de Sorine.
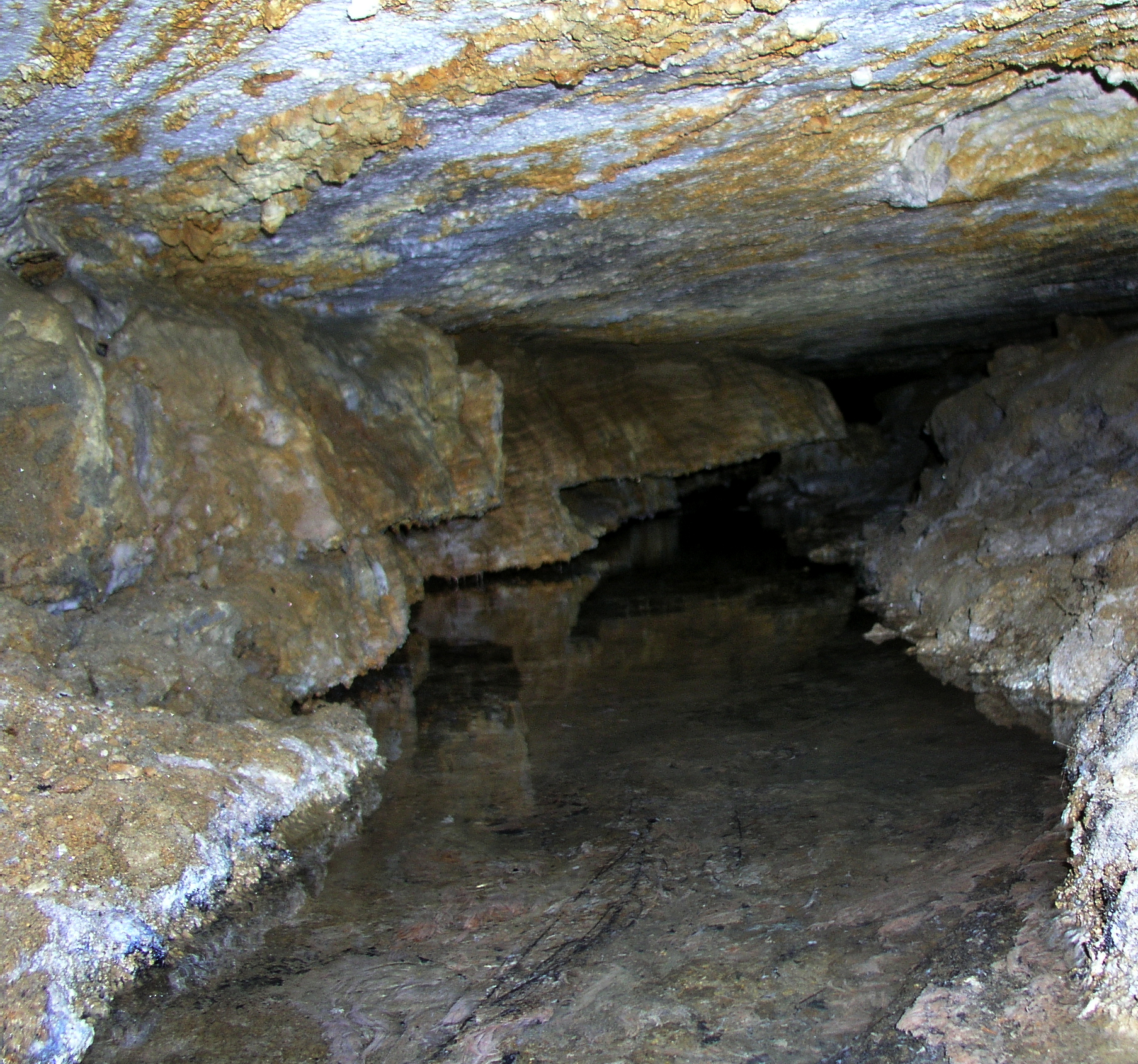
Source sulfureuse et thermale de Sorine.
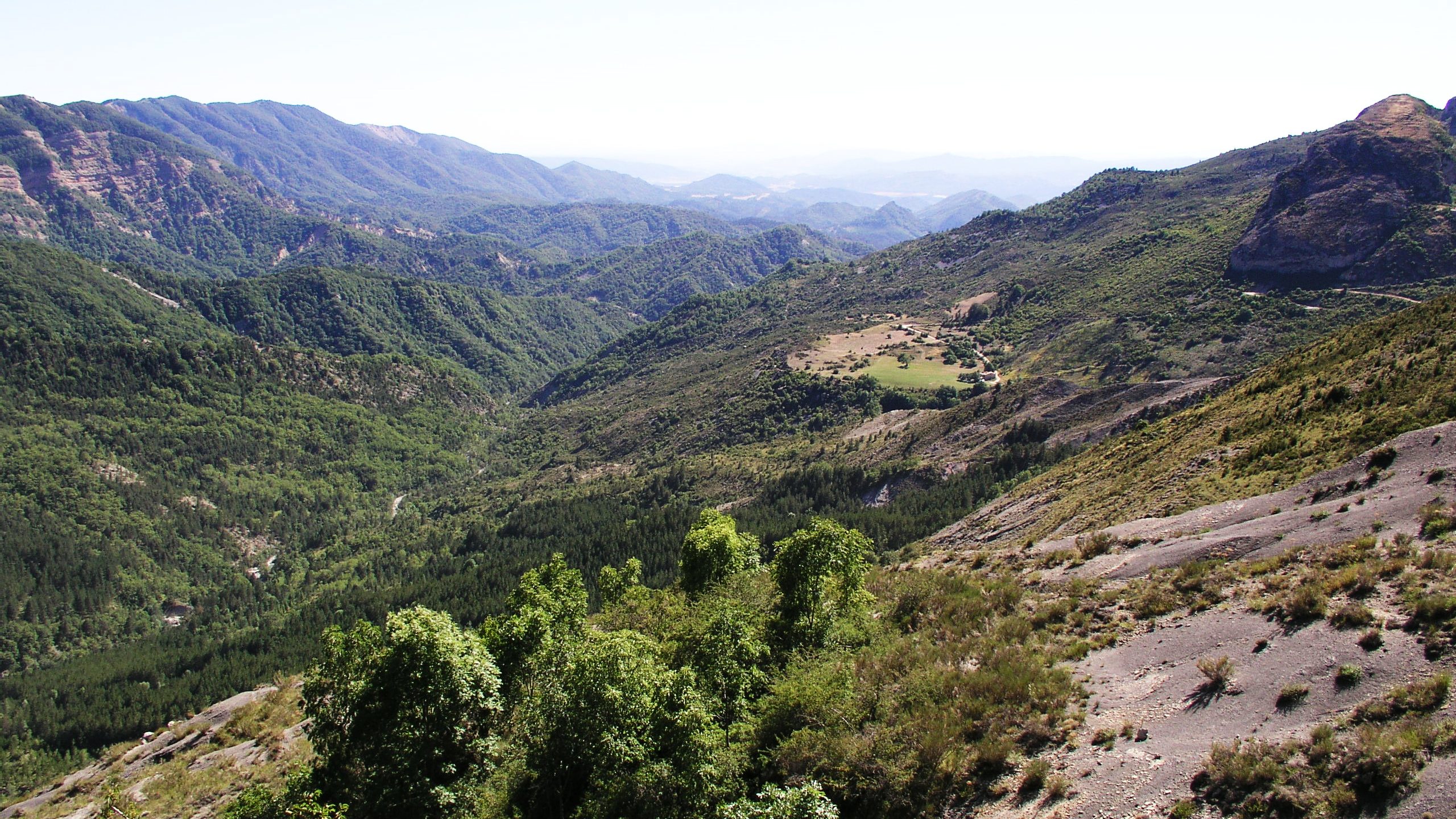
Le clos de Vière et la vallée du Vanson.